# Bantar (Wanayasa)
Bantar is een bestuurslaag in het regentschap Banjarnegara van de provincie Midden-Java, Indonesië. Bantar telt 2201 inwoners (volkstelling 2010).